# Kocsár László

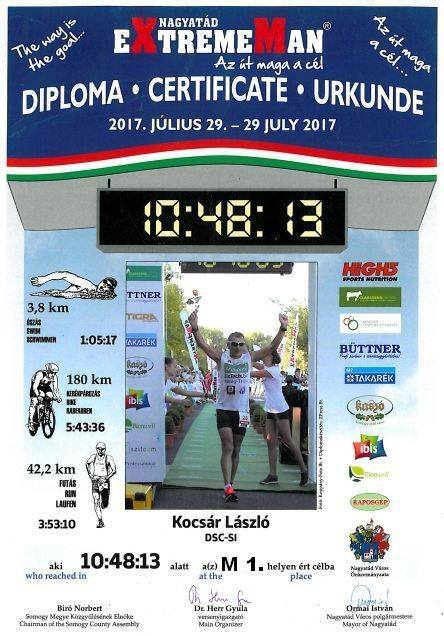
Kocsár László

Kocsár László (Nyíregyháza, 1962. október 2.) triatlonista, hosszútávfutó, hegyikerékpáros. Tizennégy éves korában kezdett el atletizálni Debrecenben, a Péchy Mihály Építőipari Szakközépiskolában, Suba Zoltán testnevelő tanár irányításával. A Testnevelési Egyetemen és a Rendőrtiszti Főiskolán szerzett diplomát. A triatlon sportággal 1986-ban ismerkedett meg. 1989-ben egyik résztvevője volt az első magyar Ironman triatlon versenynek, a 2,5 km úszásból, 200 km kerékpározásból és 42 km futásból álló Balaton Szupertriatlonnak. A következő évben az Ironman Nagyatád távon már hetedik helyezett, 1991-ben (9:33) és 1993-ban (9:29) ugyanitt bronzérmes. Részt vett a német Ironman Roth (challenge-roth.com ) versenyen, ahol Kropkó Péter mellett a második legeredményesebb magyar versenyző volt. 1992-ben Kaposváron Csapat Országos Bajnokságot nyert Slett Tamással és Lenti Zsolttal. Összesen tizenöt Ironman (eXtremeMan Nagyatád) versenyt teljesített, legjobb időeredménye 9:29.39. Jelenleg is aktív versenyző. A Hajdú-Bihar Megyei Rendőr-főkapitányság bűnmegelőzési kiemelt főelőadója. 
Eredmények Magyarország színeiben
- Ironman Nagyatád - 3. hely 1991, 1993
- Ironman Nagyatád - 3. hely 2002 (Masters 1)
- Ironman Nagyatád - 4. hely 1992
- eXtremeMan Nagyatád - 1. hely 2010 (M2)
- eXtremeMan Nagyatád - 1. hely 2012 (M3)
- eXtremeMan Nagyatád - 1. hely 2014 (M3)
- eXtremeMan Nagyatád - 1. hely 2017 (M4)
- eXtremeMan Nagyatád - 1. hely 2019 (M4)
- Klubcsapat Országos Bajnokság - 1. hely 1992
- Klubcsapat Országos Bajnokság - 1. hely 2011 (M)
- Rendőr Triatlon Európa-bajnokság olimpiai táv - 1. hely 1996
- Többszörös magyar bajnok

## Külső hivatkozások
- Rendőrök a sportban: Kocsár László rendőrszázados
- Sport Card
- eXtremeMan